# Kitadal, Parasgad
Kitadal là một làng thuộc tehsil Parasgad, huyện Belgaum, bang Karnataka, Ấn Độ.